# Jenny Wennberg
Jenny Sofia Wennberg, född 30 maj 1977, är en svensk journalist. Hon var verksam på den socialdemokratiska tidningen Arbetarbladet i Gävle som politisk redaktör, ledarskribent och krönikör från 2006 till slutet av 2019, tillsammans med bland andra Kennet Lutti. Hösten 2019 började Wennberg som vikarierande ledarskribent i Aftonbladet.

## Biografi
Wennberg växte upp i Kiruna och har studerat juridik vid Uppsala universitet. År 2008 tilldelades hon 38 000 kronor av Journalistfonden för vidareutbildning för en språkkurs i franska i Paris.
Jenny Wennberg var tidigare ledarskribent på den socialdemokratiska tidningen Norrländska Socialdemokraten. Hon har sedan 2006 bevakat Almedalsveckan.

## Utmärkelser
År 2007 mottog hon Gävleborgs journalistdistrikts journalistpris om 2 007 kronor.